# Bembidion praeustum
Bembidion (Ocyturanes) praeustum – gatunek chrząszcza z rodziny biegaczowatych i podrodziny Trechinae.
Gatunek ten został opisany w 1831 roku przez Pierre’a F.M.A. Dejeana.
Chrząszcz o ciele długości od 5,5 do 7,3 mm. Jego czarną głowę cechują głębokie, przechodzące na nadustek bruzdy czołowe, niepunktowane ciemię oraz rude głaszczki i pierwszy człon czułków. Przedplecze jest czarne z rudobrązową nasadą, grubo punktowane, sercowate, o brzegach przednim i tylnym prawie tak samo szerokich, a brzegach bocznych dość falistych przed kątami tylnymi, przy których znajduje się duże i głębokie wcięcie. Pokrywy są rude, niekiedy z przyciemnionym wierzchołkiem i brzegami bocznymi, o kompletnych rzędach. Grzbietowe punkty ich trzeciego międzyrzędu przynajmniej stykają się z rzędem.
Owad górski, palearktyczny, rozsiedlony od Francji przez Włochy, Sycylię i Synaj aż po Syrię. Preferuje żwirowate i piaszczyste pobrzeża strumieni i źródlisk.